# Dongqu, Zhongshan
Dongqu, med betydelsen "östra distriktet", är ett stadsdelsdistrikt och säte för stadsfullmäktige i Zhongshan i provinsen Guangdong i sydöstra Kina.